# Popiele (przystanek kolejowy)
Popiele – przystanek gryfickiej kolei wąskotorowej w Popielach, w województwie zachodniopomorskim, w Polsce.